# Kaspar Ludwig von Bredow
Kaspar Ludwig von Bredow (* 1685 in Neu Zauche; † 11. Juni 1773 auf Schloss Ihlow) war preußischer Generalleutnant, Ritter des Schwarzen Adlerordens und Erbherr auf Ihlow. Er gilt als Lehrmeister des Kronprinzen Friedrich.

## Leben

### Herkunft
Seine Eltern waren Siegmund Gottfried von Bredow und dessen Ehefrau Barbara Christina, geborene von Pannewitz (* um 1653). Er ist der Bruder des Generals Friedrich Siegmund von Bredow.

### Militärkarriere
Bredow begann seine Laufbahn im Regiment zu Fuß „von Dönhoff“, mit dem er im Spanischen Erbfolgekrieg kämpfte. 1715 war er als Kapitän an der Belagerung von Stralsund beteiligt. Am 4. Juli 1720 wurde er zum Major und am 14. Juli 1730 zum Oberstleutnant befördert. Als der Kronprinz Friedrich 1734 während der Rheinfeldzüge zur Beobachtung der Belagerung von Philippsburg geschickt wurde, war Bredow einer seiner „militärischen Mentoren“. Die Anderen waren der Generalmajor der Kavallerie Adolph Friedrich von der Schulenburg und der Generalmajor der Infanterie Henning Alexander von Kleist.
1739 wurde Bredow Oberst im Infanterieregiment „von Derschau“ und am 5. Juni 1741 zum Kommandeur des Leib-Karabinierregiments ernannt. Mit diesem Regiment kämpfte er in den Schlesischen Kriegen. Besonders in der Schlacht bei Chotusitz konnte Bredow sich auszeichnen und erhielt den Orden Pour le Mérite. Im Mai 1743 wurde er zum Generalmajor und am 28. Mai 1747 zum Generalleutnant befördert. König Friedrich II. schlug ihn 1748 zum Ritter des Schwarzen Adlerordens. Im November 1751 ersuchte Bredow um seinen Abschied, der ihm mit einer Pension von 1500 Talern gewährt wurde. Er zog sich auf sein Gut Ihlow bei Neubarnim zurück, wo er 1773 verstarb.
Für sein Wirken wurde er 1851 auf den Ehrentafeln am Reiterstandbild Friedrichs des Großen verewigt.

### Familie
Er war mit Dorothea Antoinette von Dachröden verheiratet. Er hatte zwei Söhne, die zum Militär gingen und eine Tochter, die einen von Wulffen heiratete.